# Liste des commanderies templières en Émilie-Romagne
| Cette liste recense les commanderies et maisons ayant appartenu à l’ordre du Temple en Émilie-Romagne au nord de l'Italie. |

## Faits marquants et Histoire
Les commanderies de cette région faisaient partie de la baillie templière de Lombardie elle-même dépendante de la province d'Italie. De nombreuses fois les chapitres provinciaux se tinrent dans l'ancienne région d'Émilie et il semblerait que les commanderies de Bologne et de Piacenza occupaient un rôle central dans l'administration de la province.

## Commanderies et Maisons
| Commanderie / Maison | Ville actuelle (ou à proximité) | Observations                                                                                      |
| -------------------- | ------------------------------- | ------------------------------------------------------------------------------------------------- |
| Bologne              | Bologne                         | ,                                                                                                 |
| Cabriolo             | Fidenza                         | (la): domus de Carobiolo, de Correbivolo,                                                         |
| Cerro di Toccalmato  | Fontanellato                    | , Domus Templi de Cento (1271)                                                                    |
| Faenza               | Faenza                          | Maison du Temple et église Saint-Sigismond (it),. Totalement détruite, puis reconstruite en 1835. |
| Fiorenzuola d'Arda   | Fiorenzuola d'Arda              | ,                                                                                                 |
| Forlì                | Forlì                           | [ 12 ]                                                                                            |
| Formignana           | Formignana                      | [ 13 ]                                                                                            |
| Mizzana              | Ferrare                         | [ 14 ]                                                                                            |
| Piacenza             | Plaisance                       | , Domus Templi de Placentia                                                                       |
| Rimini               | Rimini                          | [ 17 ]                                                                                            |
| San Nicolò           | Argenta ou Bologne ?            | [ 6 ]                                                                                             |
| Santo Stefano        | Reggio d'Émilie                 | ,                                                                                                 |

| localisation en Émilie-Romagne (Liens vers les articles correspondants)                                                                                           |
| --- |
| \| Ligurie L. Lombardie Marches P. Toscane Vénétie Bologne Cabriolo Cerro Faenza Fiorenzuola Forlì Formignana Mizzana Piacenza Rimini San Nicolò Santo Stefano \| |
| Ligurie L. Lombardie Marches P. Toscane Vénétie Bologne Cabriolo Cerro Faenza Fiorenzuola Forlì Formignana Mizzana Piacenza Rimini San Nicolò Santo Stefano       |

## Autres lieux et monuments

### Églises
- Église Saint-Stéphane, commune de Reggio d'Émilie[18]
- Église Sainte-Marie le Temple (it), commune de Ferrare[14]

### Autres biens
- à proximité de la commanderie de Santo Stefano, Reggio d'Émilie[20]:
  - Mucciatella, hameau proche d'Albinea au sud de Reggio d'Émilie
  - « Corte dei pellegrini », un ensemble médiéval restauré à l'est de Rubiera
  - Rivalta et Villa masone, fractions de la commune de Reggio d'Émilie